# Mont-Cenis (jezioro)
Jezioro Mont-Cenis – zaporowe jezioro w Masywie Mont-Cenis w Alpach, we Francji, tuż nad granicą francusko-włoską.
Jezioro powstało w celu wykorzystania wód spływających na rozległe plateau pod przełęczą Mont-Cenis do celów energetycznych. Objęło większość łagodnie nachylonego ku południowi i wschodowi spłaszczenia przygrzbietowego, na którym istniało już wcześniej naturalne jezioro górskie, o długości ok. 2000 m i szerokości do 1000 m. Powierzchnia jeziora sztucznego wynosi 6,61 km², jego objętość szacowana jest na ok. 316 mln m³. Powierzchnia, z jakiej zbierane są wody uchodzące do jeziora, wynosi 295 km².
Jezioro powstało na skutek przegrodzenia stoku, opadającego na stronę południową (włoską), potężną zaporą wodną, przecinającą naturalny odpływ wód z pierwotnego jeziora Mont-Cenis. Chociaż jezioro zaporowe znajduje się na terytorium Francji, w wykorzystaniu jego wód mają udział (w wysokości do 51 mln m³) także Włosi.
Budowę zapory rozpoczęto w 1962, ukończono w 1969. Jest to zapora gruntowa typu ciężkiego, z rdzeniem nieprzepuszczalnym. Posiada ona długość 1400 m, wysokość 95 m (120 m w odniesieniu do podstawy fundamentu rdzenia) i szerokość 12 m w koronie. Szerokość zapory u podstawy wynosi 460 m, z czego 50 m zajmuje rdzeń. Korona zapory znajduje się na wysokości 1979 m n.p.m. Po stronie wody rdzeń osłonięty jest warstwą ochronną kamieni i ziemi, o nachyleniu 1:2,25, po stronie przeciwnej – warstwą przepuszczalną z bloków kamiennych o wielkości nie przekraczającej 2 m, o nachyleniu nieco mniejszym od naturalnego kąta usypu tego typu materiału, tj. ok. 1:1,3. Zapora zajmuje powierzchnię 41,5 ha, a jej kubatura wynosi ok. 14,7 mln m³.
Do zbiornika zapory doprowadzane są wody wielu okolicznych potoków przy wykorzystaniu sieci podziemnych tuneli. Podobnie podziemną sztolnią długości 3685 m i średnicy od 3 do 3,5 m odprowadzane są wody poruszające turbiny w elektrowni wodnej Villarodin, położonej 800 m niżej. Po stronie włoskiej spadek analogicznej sztolni wynosi aż 1355 m.